# Schisshyttan

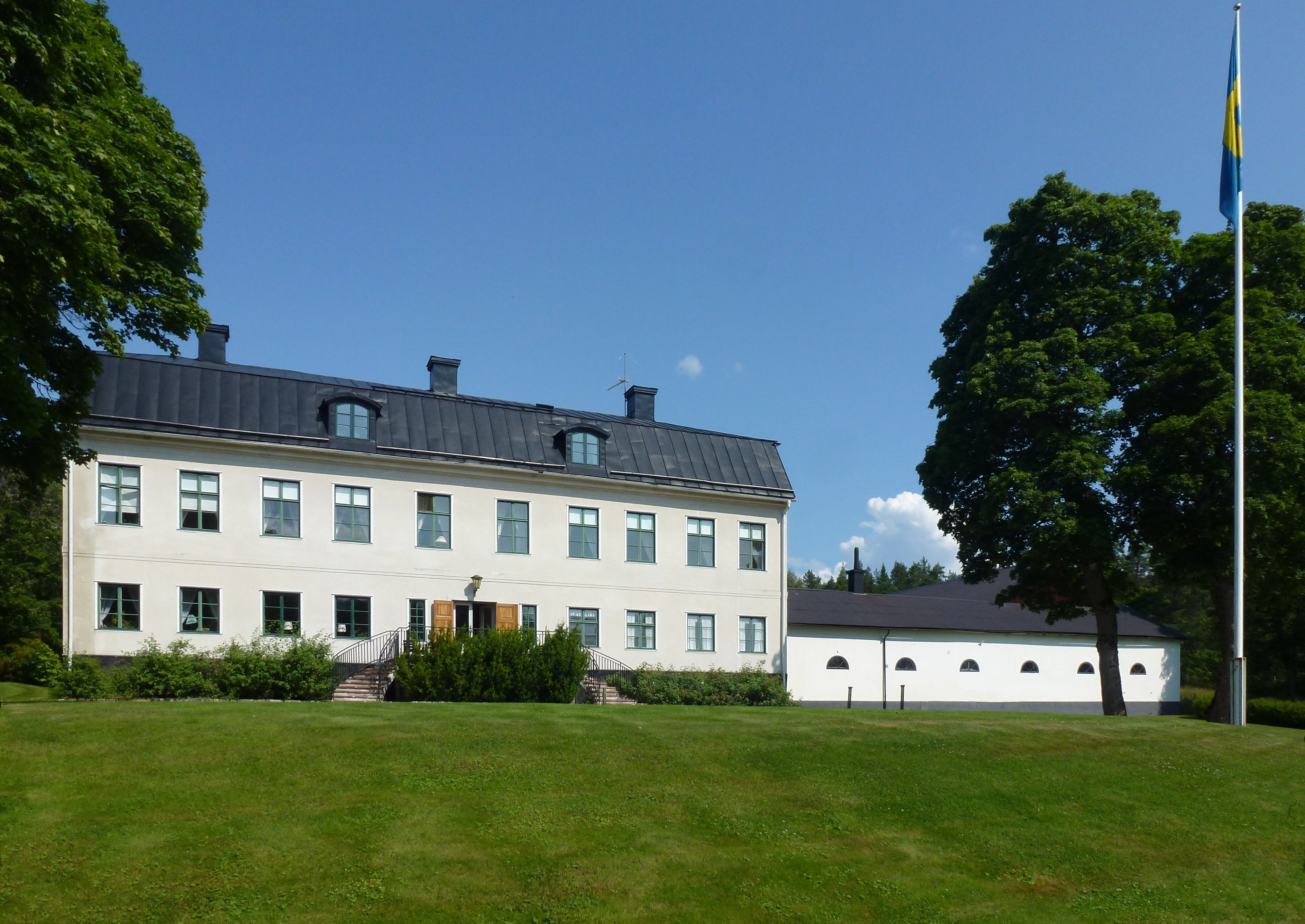
Schisshyttans herrgård 2014.

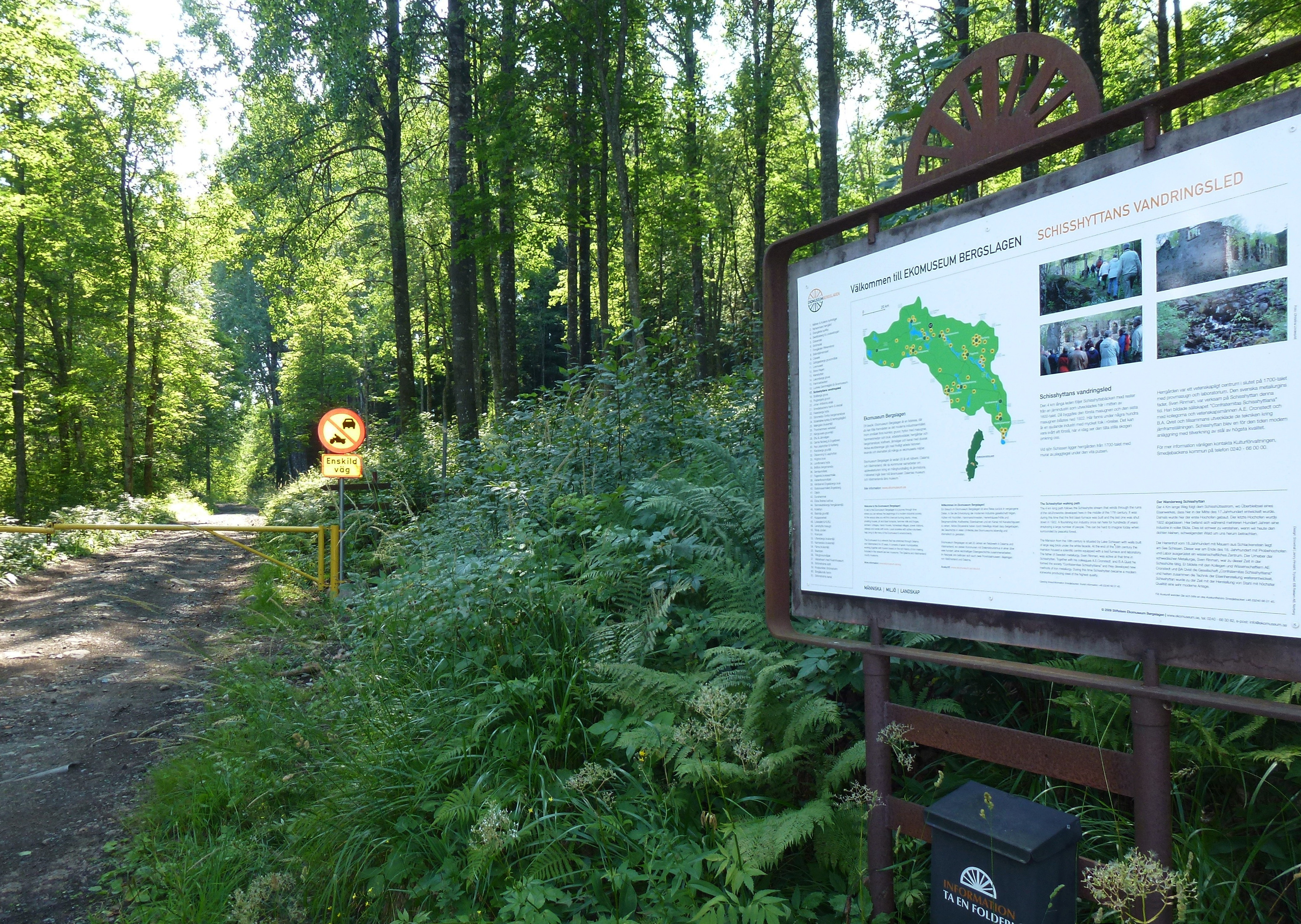
Schisshyttans vandringsled, 2014.

Schisshyttan (även Skisshyttan) är en liten ort vid södra slutet av sjön Skissen, cirka nio kilometer nordväst om Smedjebacken i Smedjebackens kommun, södra Dalarna. Schisshyttan är känd sedan 1500-talet. Idag domineras platsen av Schisshyttans herrgård från 1799 (numera konferenshotell). Här går även Schisshyttans vandringsled, en fyra kilometer lång skyltad kulturhistorisk promenadstig som är en del av Ekomuseum Bergslagen.

## Historik

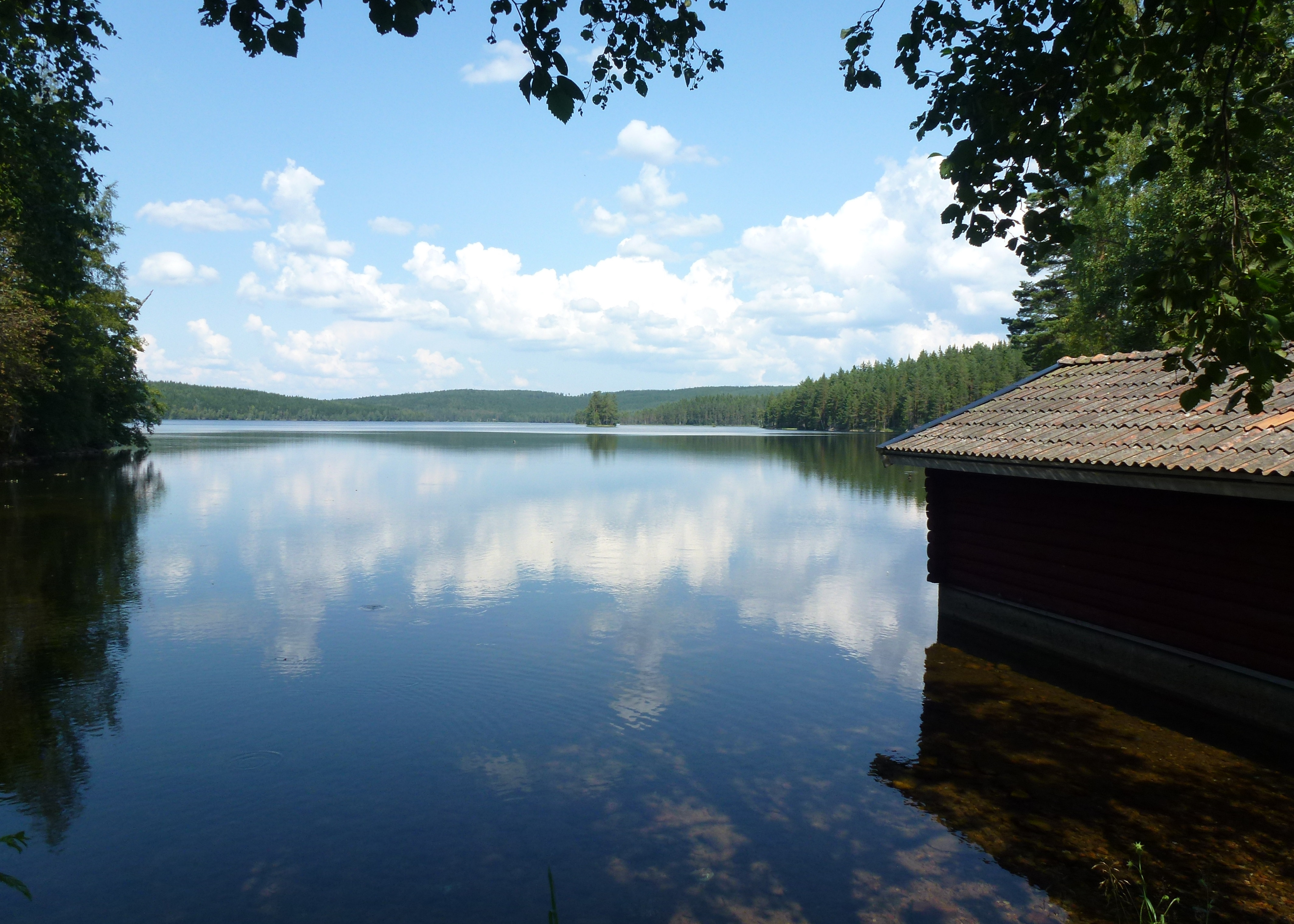
Sjön Skissen, vy mot norr.

Schisshyttan är känt sedan 1500-talet och hörde ihop med Väster Silvberg som ligger söder om Schisshyttan. Området ägdes av Gustav Vasa och hans söner. Under andra hälften av 1700-talet fanns vid Schisshyttan ett vetenskapligt centrum. Här anlade bergsvetenskapsmannen Sven Rinman  ett laboratorium och en provmasugn där han forskade och utvecklade metallurgin och tekniken kring järnframställning.  Ståltillverkningen vid Schisshyttan började 1762 och pågick fram till 1874. Stålet från Schisshyttan räknades till det bästa i Sverige. Hyttverksamheten upphörde år 1922. Av den tidigare industriella verksamheten finns numera bara ruiner kvar samt  lämningar efter smedjor, mindre stålverk, arbetarbostäder, dammar och masugnar.